# Спермидин
Спермидин — химическое соединение класса алифатических полиаминов, имеет биологическое происхождение. Он обнаружен в клетках всех живых существ, где он участвует в аутофагии.
Пищевые продукты с наибольшим содержанием спермидина — зародыши пшеницы, соя, выдержанные сыры, грибы. На рынке БАД присутствуют биодобавки со спермидином, где он позиционируется как укрепляющий сердце и иммунитет нутриент, способный затормозить старение человека. При этом он не оказывает никакого влияния ни на когнитивные способности, ни на неврологическое здоровье человека в целом. Те же количества спермидина, которые продаются как биодобавки, человек получает в значительно более дешевой пище.

## История изучения
В 1678 году изобретатель микроскопа А. Левенгук описал некие кристаллы в семенной жидкости человека. В 1888 году А. Ланденбург (A. Landenburg) и Дж. Абель (J. Abel) выделили это вещество в чистом виде и назвали его спермином.
В 1924 году Рохенхайм (Rosenheim) определил химическую формулу спермидина и синтезировал его: [NH2(CH2)3NH(CH2)4NH2].
В дальнейшем исследователи выясняли биохимическую роль спермидина и других биогенных полиаминов.
В 2021 году было обнаружено влияние спермидина на когнитивные способности пожилых мышей, и это вещество стало рассматриваться учёными как кандидат для лечения неродегенеративных заболеваний людей.
В 2022 году исследователи выяснили, что спермидин не влияет ни на когнитивные способности людей, ни на их состояние неврологического здоровья.

## Свойства
Cпермидин вместе со спермином и путресцином представляют собой низкомолекулярные соединения с несколькими аминогруппами, присутствующее во всех клетках микроорганизмов, растений и животных.
Cпермидин устойчив к кислотам и щелочам. Он образует водородные связи с водой и этиловым спиртом.